# Miss Philippines
 (novembre 2021).
Si vous disposez d'ouvrages ou d'articles de référence ou si vous connaissez des sites web de qualité traitant du thème abordé ici, merci de compléter l'article en donnant les références utiles à sa vérifiabilité et en les liant à la section « Notes et références ».
Miss Philippines, représente trois concours :
- Miss Univers Philippines (pour Miss Univers).
- Miss Monde Philippines (pour Miss Monde, Miss Supranational, Miss Grand International, Miss Eco International, Miss Multinational, Reina Hispanoamericana).
- Binibining Pilipinas (pour Miss International, Miss Globe).
- Miss Earth Philippines (pour Miss Terre).
- Miss Grand Philippines (pour Miss Grand International).

Les jeunes femmes doivent avoir entre 18 et 28 ans pour participer à ces concours.

## Miss Univers

### Binibining Pilipinas (1964-2019)
| Années | Vainqueur                                | Classement                        | Prix                                                                     |
| ------ | ---------------------------------------- | --------------------------------- | ------------------------------------------------------------------------ |
| 1964   | Maria Myrna Sese Panlilio †              |                                   |                                                                          |
| 1965   | Louise Aurelio Vail                      | Top 15                            |                                                                          |
| 1966   | Maria Clarinda Garces Soriano            | Top 15                            |                                                                          |
| 1967   | Pilar Delilah Veloso Pilapil             |                                   |                                                                          |
| 1968   | Rosario "Charina" Roselio Zaragoza       |                                   |                                                                          |
| 1969   | Gloria Maria Aspillera Diaz              | Miss Univers 1969                 | Ten Best in Swimsuit                                                     |
| 1970   | Simonette Berenguer delos Reyes          |                                   |                                                                          |
| 1971   | Vida Valentina Fernandez Doria           |                                   | Miss Photogénique                                                        |
| 1972   | Armi Barbara Quiray Crespo               | Top 12                            |                                                                          |
| 1973   | Maria Margarita "Margie" Roxas Moran     | Miss Univers 1973                 | Miss Photogénique                                                        |
| 1974   | Guadalupe "Guada" Cuerva Sanchez         | Top 12                            |                                                                          |
| 1975   | Rose Marie "Chiqui" Singson Brosas       | 4ème dauphine                     |                                                                          |
| 1976   | Elizabeth Samson de Padua                |                                   |                                                                          |
| 1977   | Anna Lorraine Tomas Kier                 |                                   |                                                                          |
| 1978   | Jennifer Mitzchek Cortez                 |                                   |                                                                          |
| 1979   | Criselda "Dang" Flores Cecilio           |                                   |                                                                          |
| 1980   | Maria Rosario "Chat" Rivera Silayan †    | 3e dauphine                       |                                                                          |
| 1981   | Maria Caroline "Maricar" de Vera Mendoza |                                   |                                                                          |
| 1982   | Maria Isabel "Maribel" Pagunsan Lopez    |                                   |                                                                          |
| 1983   | Rosita "Cita" Cornell Capuyon            |                                   |                                                                          |
| 1984   | Maria Desiree "Des" Erese Verdadero      | 3e dauphine                       |                                                                          |
| 1985   | Joyce Ann Fellosas Burton                |                                   |                                                                          |
| 1986   | Violeta Asela Enriquez Naluz             |                                   |                                                                          |
| 1987   | Geraldine Edith "Pebbles" Villarruz Asis | Top 6                             |                                                                          |
| 1988   | Perfida "Perlee" Reyes Limpin            |                                   |                                                                          |
| 1989   | Sara Jane Davis Paez                     |                                   |                                                                          |
| 1990   | Germelina Leah "Gem" Banal Padilla       |                                   |                                                                          |
| 1991   | Anjanette Palencia Abayari               | N'a pas participé (étant résigné) | N'a pas participé (étant résigné)                                        |
| 1991   | Maria Lourdes "Alou" Talam Gonzales      |                                   |                                                                          |
| 1992   | Elizabeth "Liza" Garcia Berroya          |                                   |                                                                          |
| 1993   | Melinda Joanna "Dindi" Tanseco Gallardo  |                                   |                                                                          |
| 1994   | Charlene Mae Gonzales Bonnin             | Top 6                             | Best in National Costume Ivory Best Hair Award                           |
| 1995   | Joanne Zapanta Santos                    |                                   |                                                                          |
| 1996   | Aileen "Leng" Marfori Damiles            |                                   | Miss Photogénique                                                        |
| 1997   | Abbygale Williamson Arenas               |                                   | Miss Photogénique                                                        |
| 1998   | Jewel May Colmenares Lobaton             |                                   |                                                                          |
| 1999   | Miriam Redito Quiambao                   | 1re dauphine                      | Clairol Herbal Essence Style Award                                       |
| 2000   | Nina Ricci Caldo Alagao                  |                                   |                                                                          |
| 2001   | Zorayda Ruth Blanco Andam                |                                   | 1re dauphine du Meilleur Costume National                                |
| 2002   | Karen Loren Medrano Agustin              |                                   |                                                                          |
| 2003   | Carla Gay Sunga Balingit                 |                                   |                                                                          |
| 2004   | Maricar Manalaysay Balagtas              |                                   |                                                                          |
| 2005   | Gionna Jimenez Cabrera                   |                                   | Miss Photogénique Thai Airways Silk Award Best in National Costume Top 5 |
| 2006   | Lia Andrea Aquino Ramos                  |                                   | Miss Photogénique                                                        |
| 2007   | Anna Theresa Luy Licaros                 |                                   | Miss Photogénique                                                        |
| 2008   | Jennifer Tarol Barrientos                |                                   |                                                                          |
| 2009   | Pamela Bianca Ramos Manalo               |                                   |                                                                          |
| 2010   | Maria Venus Bayonito Raj                 | 4ème dauphine                     |                                                                          |
| 2011   | Shamcey Gurrea Supsup                    | 3e dauphine                       |                                                                          |
| 2012   | Janine Tugonon                           | 1re dauphine                      |                                                                          |
| 2013   | Ariella Arida                            | 3e dauphine                       |                                                                          |
| 2014   | Mary Jean Lastimosa                      | Top 10                            |                                                                          |
| 2015   | Pia Alonzo Wurtzbach                     | Miss Univers 2015                 |                                                                          |
| 2016   | Maria Mika Maxine Medina                 | Top 6                             |                                                                          |
| 2017   | Rachel Louise Peters                     | Top 10                            |                                                                          |
| 2018   | Catriona Elisa Magnayon Gray             | Miss Univers 2018                 |                                                                          |
| 2019   | Gazini Christiana Jordi Ganados          | Top 20                            |                                                                          |

### Miss Univers Philippines (2020-)
| Années | Vainqueur            | Classement | Prix |
| ------ | -------------------- | ---------- | ---- |
| 2020   | Rabiya Mateo         | Top 21     |      |
| 2021   | Beatrice Luigi Gomez | Top 5      |      |
| 2022   | Celeste Cortesi      |            |      |
| 2023   | Michelle Dee         | Top 10     |      |
| 2024   | Chelsea Anne Manalo  | Top 30     |      |
| 2025   | Maria Ahtisa Manalo  | TBA        |      |

## Miss Monde

### Binibining Pilipinas (1992-2010)
| Année | Vainqueur                          | Classement    | Prix                             |
| ----- | ---------------------------------- | ------------- | -------------------------------- |
| 1992  | Marina Pura Abad-Santos Benipayo   |               |                                  |
| 1993  | Sharmaine "Ruffa" Rama Gutierrez   | 2e dauphine   | Asia & Oceania's Queen of Beauty |
| 1994  | Caroline "Cara" Villarosa Subijano | Top 10        |                                  |
| 1995  | Reham Snow Hamdi Tago              |               |                                  |
| 1996  | Daisy Garcia Reyes                 |               | Miss Personality                 |
| 1997  | Kristine Rachel Gumabao Florendo   |               |                                  |
| 1998  | Rachel Muyot Soriano               |               |                                  |
| 1999  | Lalaine Bognot Edson               |               |                                  |
| 2000  | Katherine Annwen Dantes de Guzman  |               |                                  |
| 2001  | Gilrhea Castañeda Quinzon          |               |                                  |
| 2002  | Katherine Anne Ramos Manalo        | Top 10        |                                  |
| 2003  | Maria Rafaela Verdadero Yunon      | 4ème dauphine |                                  |
| 2004  | Maria Karla Rabanal Bautista       | 4ème dauphine | Asia & Oceania's Queen of Beauty |
| 2005  | Carlene Ang Aguilar                | Top 15        |                                  |
| 2006  | Anna Maris Igpit                   |               |                                  |
| 2007  | Margaret Nales Wilson              |               |                                  |
| 2008  | Danielle Kirsten Muriel Castaño    |               |                                  |
| 2009  | Marie-Ann Umali                    |               |                                  |
| 2010  | Czarina Catherine Ramos Gatbonton  |               |                                  |

### Miss World Philippines (2010-)
| Année     | Vainqueur                                                       | Classement                                                      | Prix                                                            |
| --------- | --------------------------------------------------------------- | --------------------------------------------------------------- | --------------------------------------------------------------- |
| 2011      | Gwendoline Gaelle Ramos Ruais                                   | 1re dauphine                                                    |                                                                 |
| 2012      | Queneerich Ajero Rehman                                         | Top 15                                                          |                                                                 |
| 2013      | Megan Young                                                     | Miss Monde 2013                                                 |                                                                 |
| 2014      | Valerie Weigmann                                                | Top 25                                                          |                                                                 |
| 2015      | Hillarie Danielle Ang Parungao                                  | Top 10                                                          |                                                                 |
| 2016      | Catriona Elisa Magnayon Gray                                    | Top 5                                                           |                                                                 |
| 2017      | Laura Victoria Lehmann                                          | Top 40                                                          |                                                                 |
| 2018      | Katarina Sonja Rodriguez                                        |                                                                 |                                                                 |
| 2019      | Michelle Marquez Dee                                            | Top 12                                                          |                                                                 |
| 2020      | Pas d'élection internationale à cause de l’épidémie de Covid-19 | Pas d'élection internationale à cause de l’épidémie de Covid-19 | Pas d'élection internationale à cause de l’épidémie de Covid-19 |
| 2021/2022 | Tracy Maureen Perez                                             | Top 13                                                          |                                                                 |
| 2023      | Gwendolyne Fourniol                                             |                                                                 |                                                                 |
| 2025      | Krishnah Gravidez                                               | TBA                                                             |                                                                 |

 Miss World Philippines donne accès à d’autres concours comme (Reina Hispanoamericana, Miss Eco International, Miss Multinational). 
| Année     | Vainqueur                                                       | Classement                                                      | Prix                                                            |                                                                 |
| 2017      | Teresita Ssen Marquez                                           | Reina Hispanoamericana 2017                                     |                                                                 |                                                                 |
| 2018      | Alyssa Muhlach Alvarez                                          |                                                                 |                                                                 |                                                                 |
| 2019      | Katrina Llegado                                                 | 5e dauphine                                                     | Prix Internet                                                   |                                                                 |
| 2020      | Pas d'élection internationale à cause de l’épidémie de Covid-19 | Pas d'élection internationale à cause de l’épidémie de Covid-19 | Pas d'élection internationale à cause de l’épidémie de Covid-19 | Pas d'élection internationale à cause de l’épidémie de Covid-19 |
| 2021      | Zoe Emmanuelle Vera                                             | 3e dauphine                                                     |                                                                 |                                                                 |
| 2022      | Ingrid Santamaria                                               | Top 14                                                          |                                                                 |                                                                 |
| 2023-2024 | Michelle Arceo                                                  | 3e dauphine                                                     |                                                                 |                                                                 |
| 2025      | Día Maté                                                        | Reina Hispanoamericana 2025                                     |                                                                 |                                                                 |

| Année     | Vainqueur         | Classement                  | Prix                     |
| --------- | ----------------- | --------------------------- | ------------------------ |
| 2018      | Cynthia Thomalla  | Miss Eco International 2018 |                          |
| 2019      | Maureen Montagne  | 1re dauphine                |                          |
| 2020/2021 | Kelley Day        | 1re dauphine                | Best in National Costume |
| 2022      | Kathleen Paton    | Miss Eco International 2022 |                          |
| 2023      | Ashley Montenegro |                             |                          |
| 2024      | Alexie Mae Brooks | Miss Eco International 2024 |                          |

| Année | Vainqueur                                                       | Classement                                                      | Prix                                                            |                                                                 |
| ----- | --------------------------------------------------------------- | --------------------------------------------------------------- | --------------------------------------------------------------- | --------------------------------------------------------------- |
| 2017  | Sophia Senoron                                                  | Miss Multinational 2017                                         | Miss Environnement Miss Speech                                  |                                                                 |
| 2018  | Kimilei Mugford                                                 | Top 5                                                           | Miss Multinational Asie                                         |                                                                 |
| 2019  | Pas d'élection internationale                                   | Pas d'élection internationale                                   | Pas d'élection internationale                                   | Pas d'élection internationale                                   |
| 2020  | Pas d'élection internationale à cause de l’épidémie de Covid-19 | Pas d'élection internationale à cause de l’épidémie de Covid-19 | Pas d'élection internationale à cause de l’épidémie de Covid-19 | Pas d'élection internationale à cause de l’épidémie de Covid-19 |
| 2021  | Isabelle de Leon                                                |                                                                 |                                                                 |                                                                 |
| 2022  | Shaila Mae Rebortera                                            |                                                                 |                                                                 |                                                                 |

## Miss International

### Binibining Pilipinas (1968-)
| Année | Vainqueur                                                       | Classement                                                      | Prix                                                            |
| ----- | --------------------------------------------------------------- | --------------------------------------------------------------- | --------------------------------------------------------------- |
| 1968  | Nenita "Nini" Tuazon Ramos                                      | Top 15                                                          |                                                                 |
| 1969  | Margaret Rose "Binky" Orbe Montinola                            | Top 15                                                          |                                                                 |
| 1970  | Aurora McKenny Pijuan                                           | Miss International 1970                                         |                                                                 |
| 1971  | Evelyn Santos Camus                                             | 2e dauphine                                                     |                                                                 |
| 1972  | Yolanda "Yogi" Adriatico Dominguez                              | 2e dauphine                                                     | Best in National Costume                                        |
| 1973  | Maria Elena "Marilen" Suarez Ojeda                              | 4ème dauphine                                                   |                                                                 |
| 1974  | Erlynne Reyes "Lynn" Bernardez                                  |                                                                 |                                                                 |
| 1975  | Jaye Antonio Murphy                                             | Top 15                                                          |                                                                 |
| 1976  | Maria Dolores "Dolly" Suarez Ascalon                            | Top 15                                                          | Best in National Costume                                        |
| 1977  | Maria Cristina "Pinky" dela Rosa Alberto†                       |                                                                 |                                                                 |
| 1978  | Luz dela Cruz Policarpio                                        |                                                                 |                                                                 |
| 1979  | Mimilanie "Melanie" Laurel Marquez                              | Miss International 1979                                         | Best in National Costume                                        |
| 1980  | Diana Jeanne Christine Alegarme Chiong                          | Top 12                                                          |                                                                 |
| 1981  | Alice "Peachy" Fernandez Sacasas                                | Top 15                                                          |                                                                 |
| 1982  | Maria Adela Lisa Gingerich Manibog                              |                                                                 |                                                                 |
| 1983  | Flor Eden Guano Pastrana                                        |                                                                 |                                                                 |
| 1984  | Catherine Jane Doucette Destura Brummitt                        | N'a pas participé à la compétition                              | N'a pas participé à la compétition                              |
| 1984  | Maria Villa Bella dela Peña Nachor*                             |                                                                 |                                                                 |
| 1985  | Sabrina Simonette Marie Roig Artadi                             |                                                                 |                                                                 |
| 1986  | Jessie Alice Salones Dixon                                      | Top 15                                                          |                                                                 |
| 1987  | Maria Lourdes "Alou" Dizon Enriquez                             |                                                                 |                                                                 |
| 1988  | Maria Anthea "Thea" Oreta Robles                                |                                                                 |                                                                 |
| 1989  | Lilia Eloisa Marfori Andanar                                    |                                                                 | Miss Friendship                                                 |
| 1990  | Jennifer Perez Pingree                                          |                                                                 |                                                                 |
| 1991  | Maria Patricia "Patti" Guzman Betita                            | Top 15                                                          |                                                                 |
| 1992  | Jo-Anne Timothea Babiera Alivio                                 |                                                                 |                                                                 |
| 1993  | Sheela Mae Capili Santarin†                                     |                                                                 |                                                                 |
| 1994  | Alma Carvajal Concepcion                                        | Top 15                                                          | Miss Friendship                                                 |
| 1995  | Gladys Andre Dimsay Dueñas                                      | Top 15                                                          |                                                                 |
| 1996  | Yedda Marie Mendoza Kittilsvedt                                 | Top 15                                                          |                                                                 |
| 1997  | Susan Jane Juan Ritter                                          | Top 15                                                          |                                                                 |
| 1998  | Colette Centeno Glazer                                          | Top 15                                                          |                                                                 |
| 1999  | Georgina Anne dela Paz Sandico**                                |                                                                 |                                                                 |
| 2000  | Joanna Maria Mijares Peñaloza                                   |                                                                 |                                                                 |
| 2001  | Maricarl Canlas Tolosa                                          |                                                                 |                                                                 |
| 2002  | Kristine Reyes Alzar                                            |                                                                 |                                                                 |
| 2003  | Jhezarie Gamez Javier                                           |                                                                 |                                                                 |
| 2004  | Margaret-Ann Awitan Bayot                                       | Top 15                                                          |                                                                 |
| 2005  | Precious Lara Quigaman                                          | Miss International 2005                                         |                                                                 |
| 2006  | Denille Lou Valena Valmonte                                     |                                                                 |                                                                 |
| 2007  | Nadia Lee Cien dela Cruz Shami                                  |                                                                 |                                                                 |
| 2008  | Patricia Isabel Medina Fernandez                                | Top 12                                                          |                                                                 |
| 2009  | Melody Adelheid Manuel Gersbach†                                | Top 15                                                          |                                                                 |
| 2010  | Krista Mae Arrieta Kleiner                                      | Top 15                                                          | Miss Talent & Miss Expressive                                   |
| 2011  | Dianne Elaine Samar Necio                                       | Top 15                                                          | Miss Internet Popularity                                        |
| 2012  | Nicole Maturan Schmitz                                          | 1re dauphine                                                    |                                                                 |
| 2013  | Bea Rose Santiago                                               | Miss International 2013                                         |                                                                 |
| 2014  | Bianca Guidotti                                                 |                                                                 |                                                                 |
| 2015  | Janicel Lubina                                                  | Top 10                                                          |                                                                 |
| 2016  | Kylie Verzosa                                                   | Miss International 2016                                         |                                                                 |
| 2017  | Mariel Angelica De Leon                                         |                                                                 |                                                                 |
| 2018  | Maria Ahtisa Manalo                                             | 1re dauphine                                                    |                                                                 |
| 2019  | Bea Patricia Magtanong                                          | Top 8                                                           |                                                                 |
| 2020  | Pas d'élection internationale à cause de l’épidémie de Covid-19 | Pas d'élection internationale à cause de l’épidémie de Covid-19 | Pas d'élection internationale à cause de l’épidémie de Covid-19 |
| 2021  | Pas d'élection internationale à cause de l’épidémie de Covid-19 | Pas d'élection internationale à cause de l’épidémie de Covid-19 | Pas d'élection internationale à cause de l’épidémie de Covid-19 |
| 2022  | Hannah Arnold                                                   | Top 15                                                          |                                                                 |
| 2023  | Nicole Borromeo                                                 | 3e dauphine                                                     |                                                                 |
| 2024  | Angelica Lopez                                                  |                                                                 |                                                                 |
| 2025  | Myrna Esguerra                                                  | TBA                                                             |                                                                 |

## Miss Supranational

### Binibining Pilipinas (2012-2019)
| Année | Vainqueur                     | Classement              | Prix                     |
| ----- | ----------------------------- | ----------------------- | ------------------------ |
| 2012  | Elaine Kay Tancio Moll        | 3e dauphine             |                          |
| 2013  | Mutya Johanna Datul           | Miss Supranational 2013 | Miss Personnalité        |
| 2014  | Yvethe Marie Avisado Santiago | Top 20                  |                          |
| 2015  | Rogelie Ardosa Catacutan      | Top 20                  |                          |
| 2016  | Joanna Louise Eden            | Top 25                  | Miss Internet (Facebook) |
| 2017  | Chanel Olive Thomas           | Top 10                  | Miss Friendship          |
| 2018  | Jehza Mae Huelar              | Top 10                  |                          |
| 2019  | Resham Ramirez Saeed          | Top 25                  |                          |

### Miss Supranational Philippines (2020-)
| Année | Vainqueur                                                       | Classement                                                      | Prix                                                            |
| ----- | --------------------------------------------------------------- | --------------------------------------------------------------- | --------------------------------------------------------------- |
| 2020  | Pas d'élection internationale à cause de l’épidémie de Covid-19 | Pas d'élection internationale à cause de l’épidémie de Covid-19 | Pas d'élection internationale à cause de l’épidémie de Covid-19 |
| 2021  | Dindi Pajares                                                   | Top 12                                                          |                                                                 |
| 2022  | Alison Black                                                    | Top 24                                                          |                                                                 |
| 2023  | Pauline Amelinckx                                               | 1re dauphine                                                    |                                                                 |
| 2024  | Alethea Ambrosio                                                | Top 12                                                          |                                                                 |
| 2025  | Tarah Valencia                                                  | TBA                                                             |                                                                 |
| 2026  | Maria Katrina Llegado                                           | TBA                                                             |                                                                 |

## Miss Grand International

### Binibining Pilipinas (2013-2022)
| Année | Vainqueur                | Classement           | Prix                     |
| ----- | ------------------------ | -------------------- | ------------------------ |
| 2013  | Annalie Forbes           | 3e dauphine          |                          |
| 2014  | Aucune participation     | Aucune participation | Aucune participation     |
| 2015  | Parul Shah               | 3e dauphine          | Best in National Costume |
| 2016  | Nicole Cordoves          | 1re dauphine         |                          |
| 2017  | Elizabeth Durado Clenci  | 2e dauphine          |                          |
| 2018  | Eva Psychee Patalinjug   |                      |                          |
| 2019  | Samantha Ashley Lo       |                      |                          |
| 2020  | Samantha Bernardo        | 1re dauphine         |                          |
| 2021  | Samantha Panlilio        |                      |                          |
| 2022  | Roberta Angela Tamondong | 5e dauphine          |                          |

### Miss Grand Philippines (2023-)
| Année | Vainqueur        | Classement   | Prix |
| ----- | ---------------- | ------------ | ---- |
| 2023  | Nikki de Moura   |              |      |
| 2024  | Christine Opiaza | 1re dauphine |      |

## Miss Intercontinental
| Année | Vainqueur                   | Classement  | Prix                |
| ----- | --------------------------- | ----------- | ------------------- |
| 2009  | Jacqueline Durano Schubert  |             |                     |
| 2010  | Christi Lynn McGarry        | Top 15      | (1re participation) |
| 2011  | Kathleen Anne Loyolo Po     |             |                     |
| 2012  | Camille Guevara             |             |                     |
| 2013  | Andrea Koreen Garcia Medina | 3e dauphine |                     |

### Binibining Pilipinas (2014-2022)
| Année | Vainqueur                                                       | Classement                                                      | Prix                                                            |
| ----- | --------------------------------------------------------------- | --------------------------------------------------------------- | --------------------------------------------------------------- |
| 2014  | Kris Tiffany Janson                                             | 2e dauphine                                                     | Miss Photogenic                                                 |
| 2015  | Christi Lynn McGarry                                            | 1re dauphine                                                    | (2e participation)                                              |
| 2016  | Jennifer Hammond                                                | Top 15                                                          |                                                                 |
| 2017  | Katarina Rodriguez                                              | 1re dauphine                                                    |                                                                 |
| 2018  | Karen Gallman                                                   | Miss Intercontinental 2018                                      |                                                                 |
| 2019  | Emma Mary Tiglao                                                | Top 20                                                          |                                                                 |
| 2020  | Pas d'élection internationale à cause de l’épidémie de Covid-19 | Pas d'élection internationale à cause de l’épidémie de Covid-19 | Pas d'élection internationale à cause de l’épidémie de Covid-19 |
| 2021  | Cinderella Obeñita                                              | Miss Intercontinental 2021                                      |                                                                 |
| 2022  | Gabrielle Basiano                                               | Top 20                                                          |                                                                 |

### Mutya ng Pilipinas
| Année | Vainqueur     | Classement | Prix |
| ----- | ------------- | ---------- | ---- |
| 2023  | Violeta Gibbs |            |      |

## Miss Globe

### Binibining Pilipinas (2015-)
| Année | Vainqueur                | Classement      | Prix                                              |
| ----- | ------------------------ | --------------- | ------------------------------------------------- |
| 2015  | Ann Lorraine Colis       | Miss Globe 2015 |                                                   |
| 2016  | Nichole Marie Manalo     | 3e dauphine     | Miss Dream Girl of The World                      |
| 2017  | Nelda Dorothea Ibe       | 1re dauphine    | Miss Bikini                                       |
| 2018  | Michele Theresa Gumabao  | Top 15          | Miss Dream Girl of The World Miss Réseaux Sociaux |
| 2019  | Leren Mae Bautista       | 2e dauphine     |                                                   |
| 2020  | Rowena Lucero            | 4e dauphine     |                                                   |
| 2021  | Maureen Montagne         | Miss Globe 2021 |                                                   |
| 2022  | Chelsea Lovely Fernandez | Top 15          |                                                   |
| 2023  | Anna Valencia Lakrini    | 2e dauphine     |                                                   |
| 2024  | Jasmin Bungay            | 2e dauphine     |                                                   |